# بی‌وفا (فیلم ۱۹۵۲)
بی‌وفا (به هندی: Bewafa) فیلمی محصول سال ۱۹۵۲ و به کارگردانی ام. ال آناند است. در این فیلم بازیگرانی همچون راج کاپور، نرگس دات، آشوک کومار ایفای نقش کرده‌اند.